# Lobowinnertzia
Lobowinnertzia är ett släkte av tvåvingar som beskrevs av Mamajev 1963. Lobowinnertzia ingår i familjen gallmyggor.
Släktet innehåller bara arten Lobowinnertzia globifera.